# The Scene Between
The Scene Between è il quarto album in studio del gruppo musicale britannico The Go! Team, pubblicato nel 2015.

## Tracce
Testi e musiche di Ian Parton.
1. What D'You Say? – 4:13
2. The Scene Between – 3:48
3. Waking the Jetstream – 4:03
4. Rolodex the Seasons – 0:58
5. Blowtorch – 3:28
6. Did You Know? – 4:50
7. Gaffa Tape Bikini – 0:43
8. Catch Me on the Rebound – 2:52
9. The Floating Felt Tip – 0:52
10. Her Last Wave – 3:52
11. The Art of Getting By (Song for Heaven's Gate) – 3:46
12. Reason Left to Destroy – 3:47

Between the Scene Between
1. Cassette Mix 2-01 – 8:53
2. Cassette Mix 2-02 – 10:32